# 1446 Sillanpää
Az 1446 Sillanpää (ideiglenes jelöléssel 1938 BA) a Naprendszer kisbolygóövében található aszteroida. Yrjö Väisälä fedezte fel 1938. január 26-án, Turkuban.